# Австр
Австр — уособлення південного вітру в римській міфології, відповідник давньогрецького Нота. Характерною рисою вважалась волога, дощі.